# A Arte de Insultar
A arte de insultar é um livro escrito pelo filósofo Arthur Schopenhauer e foi publicado somente após sua morte em 1860.
Pode ser considerado um complemento de A arte de ter razão. O filósofo acreditava que seguindo alguns passos era possível se ter sempre razão, no entanto reconhecia que existe um limite na técnica argumentativa. Ou seja, o adversário pode ser mais inteligente e mais hábil que nós. Neste caso, segundo ele, deve-se tornar-se ofensivo, ultrajante e grosseiro, ou seja deve-se começar a insultar.
Neste livro Schopenhauer dirige suas ofensas aos filósofos, aos escritores, às mulheres, às instituições sociais, ao gênero humano e à vida. Enfim, faz jus à sua fama de pessimista e empreende sua fúria contra o mundo inteiro.